# Ugia straminilinea
Ugia straminilinea là một loài bướm đêm trong họ Erebidae.